# Wjatscheslaw Wiktorowitsch Fursow
Wjatscheslaw Wiktorowitsch Fursow (russisch Вячеслав Викторович Фурсов, engl. Transkription Vyacheslav Fursov; * 19. Juli 1954 in Leningrad) ist ein ehemaliger russischer Geher, der für die Sowjetunion startete.
Bei den Olympischen Spielen 1980 in Moskau wurde er Fünfter im 50-km-Gehen.
Seine persönliche Bestzeit im 50-km-Gehen von 3:46:55 h stellte er am 30. September 1979 in Eschborn auf.